# Gustav Hellmann
Pour les articles homonymes, voir Hellmann.
Gustav Johann Georg Hellmann (1854 - 1939) est un météorologue allemand né à Lewin Brzeski, province de Silésie, royaume de Prusse. De 1907 à 1922, il était le directeur de l'Institut météorologique prussien à Berlin.

## Biographie
Hellmann a étudié à Breslau, Berlin et finalement à Göttingen où il a obtenu son doctorat en 1875. Après plusieurs des voyages d'études en Europe, notamment en Espagne, et un séjour plus long à Pétersbourg, il fut engagé à l'Institut météorologique prussien en 1879 comme assistant de recherche, devenant chef de département en 1886 et succéda à W. von Bezold comme conseiller privé au directoire en 1907. En 1886, il fut également nommé professeur de météorologie à l'Université de Berlin.
Le domaine d'étude principal d'Hellmann portait sur les précipitations, développant un pluviographe encore utilisé aujourd'hui dans les services météorologiques. Il est particulièrement connus pour son travail sur les flocons de neige. En Allemagne et surtout aux Pays-Bas, Hellmann est aussi connu pour l’indice de Hellmann, une mesure de la rigueur d'un hiver obtenu en additionnant toutes les températures négatives de la période du 1er novembre au 31 mars. 
Hellmann a publié de plus de 300 livres et articles de météorologie, sur les réseaux d'observations météorologiques et l'histoire de la météorologie et du climat. Il fut également éditeur de la revue Meteorologische Zeitschrift de 1892-1907.

## Controverse
En 1892, il est intrigué par les photographies de flocons de Wilson Bentley et en a commencé l'étude. Après examen de ses propres microphotographies, Hellmann a noté une grande différence avec les photos de Bentley, les siennes montrant plus d'irrégularités. Bentley a finalement dû admettre avoir quelque peu trafiqué les photographies, en grattant l'émulsion des négatifs, mais il a affirmé que cela n'avait pas changé l'intégrité ou la précision de la photographie. Bien que la dispute ne se soit jamais officiellement terminée, c'est toujours la représentation de Bentley qui prévaut malgré le fait que les flocons de neige aient souvent une structure plus complexe due à leur historique de formation.